# SN 1909A
SN 1909A – supernowa typu II-P odkryta 14 marca 1909 roku w galaktyce NGC 5457. Jej maksymalna jasność wynosiła 13,50m.